# 부탄의 국기
부탄의 국기(종카어: འབྲུག་ཡུལ་རྒྱལ་དར)는 1969년에 제정되었다. 노란색과 주황색 두 가지 색으로 나뉜 삼각형으로 구성된 바탕 가운데에는 부탄의 상징적인 용인 흰 드룩이 그려져 있다. 드룩은 부탄이라는 국명이 티베트어 방언으로 '용의 나라'라는 뜻을 의미하며, 드룩이 발톱에 붙잡고 있는 구슬은 부를 의미한다. 흰색은 충성과 순결에 대한 예찬을, 노란색은 세속 군주를, 주황색은 불교를 의미한다.

## 색상
| 색상 | 노랑                 | 주황                | 하양                  |
| ---- | -------------------- | ------------------- | --------------------- |
| RGB  | 239–178–45 (#FFCC33) | 226–61–40 (#FF4E12) | 255–255–255 (#FFFFFF) |

## 이전의 국기

1949년 ~ 1956년
1956년 ~ 1969년

## 같이 보기
- 부탄의 국장
- 청나라의 국기